# Works (Pink Floyd-album)
A Works 1983-ban az Amerikai Egyesült Államokban a Capitol Records által megjelentetett válogatás. A legérdekesebb része az Embryo, amely korábban nem jelent meg egy Pink Floyd lemezen sem. A dalt a Harvest Kiadó az együttes engedélye nélkül feltette a Picnic – A Breath of Fresh Air című válogatására, amit a Pink Floyd tiltakozására kivontak a forgalomból. Így hivatalosan most jelent meg először a Waters szerezte dal.

## Számok
1. One of These Days – 5:50 (A Meddle című albumról, közbeiktatva a "Speak to Me" a The Dark Side of the Moon című albumról.)
2. Arnold Layne – 2:52 (Kislemez – False "stereo" mix; az eredeti mono mix megtalálható a Relics című albumon.)
3. Fearless – 6:08 (A Meddle című albumról)
4. Brain Damage – 3:50 (A The Dark Side of the Moon című albumról – alternate mix)
5. Eclipse – 1:45 (A The Dark Side of the Moon című albumról  – alternate mix)
6. Set the Controls for the Heart of the Sun – 5:23 (Az A Saucerful of Secrets című albumról.)
7. See Emily Play – 2:54 (Kislemez – False "stereo" mix; az eredeti mono mix megtalálható a Relics című albumon.)
8. Several Species of Small Furry Animals Gathered Together in a Cave and Grooving with a Pict – 4:47 (Az Ummagumma című albumról.)
9. Free Four – 4:07 (Az Obscured by Clouds című albumról.)
10. Embryo – 4:39 (A Picnic – A Breath of Fresh Air című válogatásról, 1970)

## Közreműködők
- David Gilmour – gitár és ének, kivéve az Arnold Layne and See Emily Play c. számokban
- Roger Waters –  basszusgitár, effektek és ének
- Richard Wright – billentyűk, zongora és szintetizátor
- Nick Mason – dob, ütős hangszerek, effektek és ének
- Syd Barrett – gitár és ének az Arnold Layne és a See Emily Play c. számokban